# Wahlarzt (Österreich)
Wahlärzte sind in Österreich niedergelassene Privatärzte ohne Vertrag mit den gesetzlichen Krankenkassen, die ihre Honorierung aber an den Krankenkassentarifen orientieren. Im Gegensatz zu der Regelung etwa in Deutschland erhalten Kassenversicherte in Österreich auch für die Behandlung von Wahlärzten Leistungen ihrer Sozialversicherung in Form eines Kostenersatzes. Nach Vorlage der bezahlten Arztrechnung erstatten die gesetzlichen Krankenkassen bis zu 80 Prozent des Honorars zurück, das nach der Honorarordnung der jeweiligen Krankenkasse für Vertragsärzte entstanden wäre. Die Erstattung wird jedoch unterschiedlich gehandhabt, Krankenkassen können auch eigene Wahlarztersatztarife festlegen, die sich von den Tarifen für Kassenvertragsärzte unterscheiden.
Für Leistungen, die Kassenärzte nur mit speziellen Zusatzqualifikationen abrechnen dürfen, werden in der Regel von Wahlärzten dieselben Nachweise gefordert. Regelungen, dass bestimmte Leistungen (etwa radiologische Untersuchungen) nur auf Überweisung eines anderen Arztes erbracht werden dürfen, gelten auch für Wahlärzte. Auch eine eventuelle Genehmigungspflicht von Leistungen gilt fort.
Die freie Arztwahl wird außerdem durch die Großgeräteplanung eingeschränkt. Für Untersuchungen an Magnetresonanztomographen oder Computertomographen, die vom ÖBIG als Großgerät klassifiziert sind und auf keiner Planstelle gemäß ÖKAP/GGP betrieben werden, müssen die öffentlichen Krankenversicherungsträger ihren Patienten gemäß § 338 Abs. 2a ASVG den Kostenersatz versagen (Wahlarztsperre). 2018 waren österreichweit 64 % der Fachärzte Wahlärzte.